# Colline-Beaumont
 Colline-Beaumont  es una población y comuna francesa, situada en la región de Norte-Paso de Calais, departamento de Paso de Calais, en el distrito de Montreuil y cantón de Berck.

## Demografía
| 121 | 93 | 92 | 74 | 94 | 118 |
| Para los censos de 1962 a 1999 la población legal corresponde a la población sin duplicidades (Fuente: INSEE [Consultar]) |    |    |    |    |     |